# Amphipoda
Gli anfipodi (Amphipoda Latreille, 1816) sono un ordine di crostacei malacostraci.

## Distribuzione e habitat
Gli anfipodi sono importanti componenti della catena trofica di molti ambienti e costituiscono un'importante risorsa alimentare degli uccelli marini, dei pesci e di mammiferi marini, oltre che di altri invertebrati.
Gli anfipodi rappresentano uno dei gruppi più diversificati tra i crostacei e sono diffusissimi. La maggior parte delle specie vive sui fondali marini a tutte le latitudini, dai poli all'equatore: esistono anche forme planctoniche negli oceani. Diverse specie sono eurialine e possono vivere anche in acque del tutto dolci. Gli anfipodi terrestri vivono solo in ambienti umidi, come le spiagge o le lettiere di foglie delle foreste.
Molte specie di anfipodi pelagici sono mutualisti o generalmente parassiti; essi vivono in associazione con meduse o altri organismi dello zooplancton. Phronima è un genere relativamente comune di anfipodi pelagici che uccide e svuota il corpo a forma di barile di un tunicato pelagico del genere Salpa per vivere al suo interno in cui svolge l'intero ciclo riproduttivo.
Themisto gaudichaudii è la più abbondante specie tra gli anfipodi planctonici. Vive nell'Oceano Pacifico in densi banchi, dove si nutre di copepodi e altri piccoli rappresentanti dello zooplancton. Dopo copepodi, krill e salpe, i quali sono erbivori, il carnivoro Themisto è il genere più abbondante del mesozooplancton dell'Oceano Pacifico.
In mari freddi, gli anfipodi bentonici sono molto diversificati e abbondanti. Nell'Oceano Pacifico costituiscono i crostacei bentonici più rappresentati. Molti sono erbivori, altri onnivori, altri ancora saprofagi di carcasse di animali.

## Descrizione

### Anatomia

Negli anfipodi bentonici costieri si ritrovano due principali schemi morfologici del corpo: una molto allungata e sottile (Caprellidae), l'altra compatta (Gammaridae). In genere i gammaridei sono appiattiti lateralmente ma sono riconoscibili grazie alla presenza di 3 paia di uropodi e di solito hanno le prime due paia di zampe modificate in gnatopodi dotati di chela per catturare il cibo. Non hanno carapace, sono visibili sette segmenti toracici e sei segmenti addominali. Il capo è provvisto di due paia di antenne, di occhi e di parti boccali. Gli anfipodi hanno sette paia di zampe (pereiopodi), di cui le prime quattro sono orientate in avanti e le restanti 3 paia sono orientate all'indietro. L'addome è diviso in due parti, tre segmenti con arti a spazzola e tre con corti uropodi immobili.
Molte sono le modificazioni anatomiche che si discostano da questo schema, basti pensare a quelle che si verificano nelle specie parassite oppure a quelle specie in cui parte dei toracopodi si trasformano in massillipedi muniti di chele utilizzate per la predazione e la difesa. Comunque si deve sottolineare che il numero e le dimensioni relative dei segmenti rimangono i caratteri più stabili del gruppo.

## Biologia

### Sviluppo
Lo sviluppo è spesso diretto. In qualche caso dall'uovo nasce una larva tipo “nauplius”, con il corpo non segmentato, un occhio mediano semplice e tre paia di appendici, che si allungano, per formazione di nuovi segmenti, e si arricchisce di appendici. Segue, con successive mute, lo stadio di “zoea”, in cui si può distinguere: un cefalotorace, un addome e alcune paia di appendici. Successivamente la zoea si trasforma in “mysis”, o larva misidiforme, con 13 paia di appendici. Da questa forma, con un'ulteriore muta, si passa all'adulto. La maggior parte delle specie che conduce vita fissa o parassita presentano alterazioni profonde, tanto da renderne difficile il riconoscimento che però è più facile allo stato larvale.

### Riproduzione
In qualche specie di Anfipodi, la maturità sessuale maschile è espressa dallo sviluppo di occhi sporgenti e recettori chimici sulle antenne. In questo stadio l'anfipode è denominato “maschio nuotatore” e va alla ricerca della propria compagna. Durante la riproduzione, l'anfipode maschio porta la femmina (di dimensioni più piccole) tra le zampe, una condizione nota come “amplexus”. Lo sperma è trasferito dal maschio al dotto genitale della femmina. La femmina depone le uova in una tasca ventrale dove sono incubate durante lo sviluppo. Le uova non sono adesive come nei granchi ma sono libere in uno spazio creato da estroflessioni delle zampe. Contrariamente ai granchi e ai gamberi, i nuovi nati non vengono liberati allo stadio di zoea ma assomigliano già molto agli adulti. Qualche specie pratica cure parentali.

### Stile di vita
Gli anfipodi vivono in habitat diversissimi tra loro. Le specie che vivono tra le alghe possono essere erbivore, quelle che vivono nel fango e nella sabbia si nutrono di batteri sulla superficie delle particelle, altri sono saprofiti di piante o animali in decomposizione. Un gruppo di famiglie vive in tubi costruiti attraverso ghiandole serigene, presenti nelle zampe. In momenti di pericolo essi possono nascondersi in questi tubi grandi fino a 2-3 volte la lunghezza del loro corpo. La parte del corpo che rimane al di fuori sono le antenne che possono catturare il cibo. Altri anfipodi, meno comuni rispetto ai gammaridei e ai caprellidei, sono gli Hyperiidea. Essi sono planctonici e traslucidi, spesso con occhi enormi, grandi quanto il resto del corpo. Qualche gruppo vive strettamente associato a mammiferi marini. I Cyamidae comunemente noti come “pidocchi delle balene” sono ectoparassiti che aderiscono e si nutrono della pelle delle balene. Al contrario di altri anfipodi, i pidocchi delle balene non sanno nuotare e al momento dell'espulsione da parte della femmina, si attaccano immediatamente nelle vicinanze.

### Movimento
Le modalità di locomozione degli anfipodi dipendono dalla disposizione delle zampe. La maggior parte si muove in verticale, usando le zampe toraciche, ma non sono molto veloci. Nuotare con le 3 paia di pleopodi permette di raggiungere velocità elevate. La specialità degli anfipodi è il “colpo di coda”, una reazione di fuga rapida in cui l'animale guizza velocemente e scava con gli uropodi un solco nella sabbia. I caprellidi non mostrano questo comportamento ma si muovono come i geometridi, i comuni bruchi misuratori.

## Tassonomia
- Sottordine Gammaridea Latreille, 1802
  - Acanthogammaridae Garjajeff, 1901
  - Acanthonotozomatidae
  - Acanthonotozomellidae Coleman & Barnard, 1991
  - Alicellidae Lowry & De Broyer, 2008
  - Allocrangonyctidae Holsinger, 1989
  - Amaryllidae
  - Amathillopsidae Pirlot, 1934
  - Ampeliscidae Costa, 1857
  - Amphilochidae Boeck, 1871
  - Anamixidae Stebbing, 1897
  - Anisogammaridae Bousfield, 1977
  - Argissidae Walker, 1904
  - Aristiidae Lowry & Stoddart, 1997
  - Artesiidae Holsinger, 1980
  - Astyridae
  - Baikalogammaridae
  - Bateidae Stebbing, 1906
  - Behningiellidae
  - Biancolinidae Barnard, 1972
  - Bogidiellidae Hertzog, 1936
  - Bolttsiidae
  - Calliopidae Sars, 1893
  - Carangoliopsidae Bousfield, 1977
  - Cardenioidae Barnard & Karaman, 1987
  - Caspicolidae Birstein, 1945
  - Ceinidae Barnard, 1972
  - Cheidae Thurston, 1982
  - Chiltoniidae
  - Clarenciidae Barnard & Karaman, 1987
  - Colomastigidae Stebbing, 1899
  - Condukiidae Barnard & Drummond, 1982
  - Crangonyctidae Bousfield, 1973
  - Cressidae Stebbing, 1899
  - Crymostygiidae
  - Cyphocarididae Lowry & Stoddart, 1997
  - Cyproideidae Barnard, 1974
  - Dexaminidae Leach, 1814
  - Didymocheliidae Bellan-Santini & Ledoyer, 1986
  - Dikwidae Coleman & Barnard, 1991
  - Dogielinotidae Gurjanova, 1953
  - Endevouridae Lowry & Stoddart, 1997
  - Eophliantidae Sheard, 1936
  - Epimeriidae Boeck, 1871
  - Eulimnogammaridae
  - Eurytheneidae
  - Eusiridae Stebbing, 1888
  - Exoedicerotidae Barnard & Drummond, 1982
  - Falklandellidae
  - Gammaracanthidae Bousfield, 1989
  - Gammarellidae Bousfield, 1977
  - Gammaridae Latreille, 1802
  - Gammaroporeiidae Bousfield, 1979
  - Hadziidae Karaman, 1943
  - Haustoriidae Stebbing, 1906
  - Hyperiopsidae Bovallius, 1886
  - Iciliidae Dana, 1849
  - Ipanemidae Barnard & Thomas, 1988
  - Iphigenellidae
  - Iphimediidae Boeck, 1871
  - Kuriidae Walker & Scott, 1903
  - Laphystiidae Sars, 1893
  - Laphystiopsidae Stebbing, 1899
  - Lepechinellidae Schellenberg, 1926
  - Leucothoidae Dana, 1852
  - Liljeborgiidae Stebbing, 1899
  - Lysianassidae Dana, 1849
  - Macrohectopidae Sowinsky, 1915
  - Maxillipiidae Ledoyer, 1973
  - Megaluropidae Thomas & Barnard, 1986
  - Melitidae Bousfield, 1973
  - Melphidippidae Stebbing, 1899
  - Mesogammaridae Bousfield, 1977
  - Metacrangonyctidae Boutin & Missouli, 1988
  - Micruropidae Kamaltynov, 1999
  - Neoniphargidae Bousfield, 1977
  - Nihotungidae Barnard, 1972
  - Niphargidae Bousfield, 1977
  - Ochlesidae Stebbing, 1910
  - Oedicerotidae Lilljeborg, 1865
  - Opisidae Lowry & Stoddart, 1995
  - Pachyschesidae Kamaltynov, 1999
  - Pagetinidae Barnard, 1931
  - Pallaseidae
  - Paracalliopidae Barnard & Karaman, 1982
  - Paracrangonyctidae Bousfield, 1982
  - Paramelitidae Bousfield, 1977
  - Pardaliscidae Boeck, 1871
  - Perthiidae Williams & Barnard, 1988
  - Phliantidae Stebbing, 1899
  - Phoxocephalidae Sars, 1891
  - Phoxocephalopsidae Barnard & Drummond, 1982
  - Phreatogammaridae Bousfield, 1982
  - Platyischnopidae Barnard & Drummond, 1979
  - Pleustidae Buchholz, 1874
  - Plioplateidae Barnard, 1978
  - Podoprionidae Lowry & Stoddart, 1996
  - Pontogammaridae Bousfield, 1977
  - Pontogeneiidae
  - Pontoporeiidae Dana, 1853
  - Pseudamphilochidae Schellenberg, 1931
  - Pseudocrangonyctidae Holsinger, 1989
  - Pseudoniphargidae
  - Salentinellidae Bousfield, 1977
  - Scopelocheiridae Lowry & Stoddart, 1997
  - Sebidae Walker, 1908
  - Sicafodiidae
  - Sinurothoidae Ren, 1999
  - Stegocephalidae Dana, 1853
  - Stenothoidae Boeck, 1871
  - Sternophysingidae Holsinger, 1992
  - Stilipedidae Holmes, 1908
  - Synopiidae Dana, 1853
  - Talitridae Rafinesque, 1815
  - Temnophliantidae Griffiths, 1975
  - Trischizostomatidae Lilljeborg, 1865
  - Tulearidae Ledoyer, 1979
  - Typhlogammaridae, Bousfield, 1977
  - Uristidae Hurley, 1963
  - Urohaustoriidae Barnard & Drummond, 1982
  - Urothoidae Bousfield, 1978
  - Valettidae Stebbing, 1888
  - Vicmusiidae Just, 1990
  - Vitjazianidae Birstein & Vinogradov, 1955
  - Wandinidae Lowry & Stoddart, 1990
  - Zobrachoidae Barnard & Drummond, 1982
- Sottordine Corophiidea Leach, 1814
  - Infraordine Caprellida Leach, 1814
    - Superfamiglia Aetiopedesoidea
      - Aetiopedesidae
      - Paragammaropsidae

    - Superfamiglia Caprelloidea Leach, 1814
      - Caprellidae
      - Caprogammaridae
      - Cyamidae
      - Dulichiidae
      - Podoceridae

    - Superfamiglia Isaeioidea
      - Isaeidae

    - Superfamiglia Microprotopodidea
      - Microprotopodidae

    - Superfamiglia Neomegamphopodidea
      - Neomegamphopidae
      - Priscomilitariidae

    - Superfamiglia Photoidea
      - Ischyroceridae
      - Kamakidae
      - Photidae

    - Superfamiglia Rakirooidea
      - Rakiroidae

  - Infraordine Corophiida Leach, 1814
    - Superfamiglia Aoroidea
      - Aoridae
      - Unciolidae

    - Superfamiglia Cheluroidea
      - Cheluridae

    - Superfamiglia Chevalioidea
      - Chevaliidae

    - Superfamiglia Corophioidea
      - Ampithoidae
      - Corophiidae
- Sottordine Hyperiidea Milne Edwards, 1830
  - Infraordine Physosomata Pirlot, 1929
    - Superfamiglia Scinoidea Stebbing, 1888
      - Famiglia Archaeoscinidae Stebbing, 1904
      - Mimonectidae Bovallius, 1885
      - Proscinidae Pirlot, 1933
      - Scinidae Stebbing, 1888

    - Superfamiglia Lanceoloidea Bovallius, 1887
      - Famiglia Chuneolidae Woltereck, 1909
      - Lanceolidae Bovallius, 1887
      - Microphasmatidae Stephensen & Pirlot, 1931

  - Infraordine Physocephalata Bowman & Gruner, 1973
    - Superfamiglia Vibilioidea Dana, 1853
      - Famiglia Cystisomatidae Willemoes-Suhm, 1875
      - Paraphronimidae Bovallius, 1887
      - Vibiliidae Dana, 1853

    - Superfamiglia Phronimoidea Rafinesque, 1815
      - Famiglia Dairellidae Bovallius, 1887
      - Hyperiidae Dana, 1853
      - Phronimidae Rafinesque, 1815
      - Phrosinidae Dana, 1853

    - Superfamiglia Lycaeopsoidea Chevreux, 1913
      - Famiglia Lycaeopsidae Chevreux, 1913

    - Superfamiglia Platysceloidea Bate, 1862
      - Famiglia Anapronoidae Bowman & Gruner, 1973
      - Lycaeidae Claus, 1879
      - Oxycephalidae Dana, 1853
      - Parascelidae Bate, 1862
      - Platyscelidae Bate, 1862
      - Pronoidae Dana, 1853
- Sottordine Ingolfiellidea Hansen, 1903
  - Ingolfiellidae Hansen, 1903
  - Metaingolfiellidae Ruffo, 1969